# Đội tuyển quốc gia tham dự Giải vô địch bóng đá châu Âu
Bài viết này liệt kê thành tích của từng đội trong số 35 đội tuyển quốc gia trong số 55 liên đoàn thành viên hiện tại của UEFA, những đội tuyển đã có ít nhất một lần tham dự trong các vòng chung kết Giải vô địch bóng đá châu Âu.

## Xếp hạng các đội tuyển theo số lần tham dự
| Đội tuyển        | Tham dự | Chuỗi kỷ lục | Chuỗi hoạt động | Lần đầu | Gần đây nhất | Kết quả tốt nhất              |
| ---------------- | ------- | ------------ | --------------- | ------- | ------------ | ----------------------------- |
| Đức              | 13      | 13           | 13              | 1972    | 2020         | Vô địch (1972, 1980, 1996)    |
| Nga              | 12      | 5            | 5               | 1960    | 2020         | Vô địch (1960)                |
| Tây Ban Nha      | 11      | 7            | 7               | 1964    | 2020         | Vô địch (1964*, 2008, 2012)   |
| Pháp             | 10      | 8            | 8               | 1960    | 2020         | Vô địch (1984*, 2000)         |
| Ý                | 10      | 7            | 7               | 1968    | 2020         | Vô địch (1968*, 2020*)        |
| Cộng hòa Séc     | 10      | 7            | 7               | 1960    | 2020         | Vô địch (1976)                |
| Hà Lan           | 10      | 7            | 1               | 1976    | 2020         | Vô địch (1988)                |
| Anh              | 10      | 5            | 3               | 1968    | 2020         | Á quân (2020*)                |
| Đan Mạch         | 9       | 6            | 1               | 1964    | 2020         | Vô địch (1992)                |
| Bồ Đào Nha       | 8       | 7            | 7               | 1984    | 2020         | Vô địch (2016)                |
| Thụy Điển        | 7       | 6            | 6               | 1992    | 2020         | Bán kết (1992*)               |
| Bỉ               | 6       | 2            | 2               | 1972    | 2020         | Á quân (1980)                 |
| Croatia          | 6       | 5            | 5               | 1996    | 2020         | Tứ kết (1996, 2008)           |
| Slovakia         | 5       | 2            | 2               | 1960    | 2020         | Vô địch (1976)                |
| Serbia           | 5       | 1            | 0               | 1960    | 2000         | Á quân (1960, 1968)           |
| Thổ Nhĩ Kỳ       | 5       | 2            | 2               | 1996    | 2020         | Bán kết (2008)                |
| România          | 5       | 2            | 0               | 1984    | 2016         | Tứ kết (2000)                 |
| Thụy Sĩ          | 5       | 2            | 2               | 1996    | 2020         | Tứ kết (2020)                 |
| Hy Lạp           | 4       | 3            | 0               | 1980    | 2012         | Vô địch (2004)                |
| Hungary          | 4       | 2            | 2               | 1964    | 2020         | Hạng ba (1964)                |
| Ba Lan           | 4       | 4            | 4               | 2008    | 2020         | Tứ kết (2016)                 |
| Ukraina          | 3       | 3            | 3               | 2012    | 2020         | Tứ kết (2020)                 |
| Cộng hòa Ireland | 3       | 2            | 0               | 1988    | 2016         | Vòng 16 đội (2016)            |
| Áo               | 3       | 2            | 2               | 2008    | 2020         | Vòng 16 đội (2020)            |
| Scotland         | 3       | 2            | 1               | 1992    | 2020         | Vòng bảng (1992, 1996, 2020*) |
| Wales            | 2       | 2            | 2               | 2016    | 2020         | Bán kết (2016)                |
| Bulgaria         | 2       | 1            | 0               | 1996    | 2004         | Vòng bảng (1996, 2004)        |
| Iceland          | 1       | 1            | 0               | 2016    | 2016         | Tứ kết (2016)                 |
| Bắc Ireland      | 1       | 1            | 0               | 2016    | 2016         | Vòng 16 đội (2016)            |
| Na Uy            | 1       | 1            | 0               | 2000    | 2000         | Vòng bảng (2000)              |
| Slovenia         | 1       | 1            | 0               | 2000    | 2000         | Vòng bảng (2000)              |
| Latvia           | 1       | 1            | 0               | 2004    | 2004         | Vòng bảng (2004)              |
| Albania          | 1       | 1            | 0               | 2016    | 2016         | Vòng bảng (2016)              |
| Phần Lan         | 1       | 1            | 1               | 2020    | 2020         | Vòng bảng (2020)              |
| Bắc Macedonia    | 1       | 1            | 1               | 2020    | 2020         | Vòng bảng (2020)              |

Ghi chú
1. ↑  Bao gồm 5 lần tham dự với tư cách là Tây Đức
2. ↑  Bao gồm 5 lần tham dự với tư cách là Liên Xô và 1 lần với tư cách là CIS
3. 1 2  Bao gồm 3 lần tham dự với tư cách là Tiệp Khắc
4. ↑  Bao gồm 4 lần tham dự với tư cách là Nam Tư và 1 lần với tư cách là Serbia và Montenegro

- * chủ nhà

Các quốc gia cũ
| Đội tuyển             | Tham dự | Chuỗi kỷ lục | Lần đầu | Gần đây nhất | Kết quả tốt nhất     |
| --------------------- | ------- | ------------ | ------- | ------------ | -------------------- |
| Tiệp Khắc (1960–1980) | 3       | 2            | 1960    | 1980         | Vô địch (1976)       |
| Tây Đức (1972–1988)   | 5       | 5            | 1972    | 1988         | Vô địch (1972, 1980) |
| Liên Xô (1960–1988)   | 5       | 4            | 1960    | 1988         | Vô địch (1960)       |
| SNG (1992)            | 1       | 1            | 1992    | 1992         | Vòng bảng (1992)     |
| Nam Tư (1960–1984)    | 4       | 1            | 1960    | 1984         | Á quân (1960, 1968)  |
| CHLB Nam Tư (2000)    | 1       | 1            | 2000    | 2000         | Tứ kết (2000)        |

## Đội tuyển lần đầu
Mỗi vòng chung kết đã có ít nhất một đội tuyển tham dự lần đầu tiên. Tổng cộng có 35 thành viên UEFA đã lọt vào vòng chung kết.
| Năm  | Đội tuyển lần đầu                      | Đội tuyển lần đầu | Đội tuyển lần đầu | Đội kế nhiệm      |
| Năm  | Đội tuyển                              | STT               | CT                | Đội kế nhiệm      |
| ---- | -------------------------------------- | ----------------- | ----------------- | ----------------- |
| 1960 | Tiệp Khắc, Pháp, Liên Xô, Nam Tư       | 4                 | 4                 |                   |
| 1964 | Đan Mạch, Hungary, Tây Ban Nha         | 3                 | 7                 |                   |
| 1968 | Anh, Ý                                 | 2                 | 9                 |                   |
| 1972 | Bỉ, Tây Đức                            | 2                 | 11                |                   |
| 1976 | Hà Lan                                 | 1                 | 12                |                   |
| 1980 | Hy Lạp                                 | 1                 | 13                |                   |
| 1984 | Bồ Đào Nha, România                    | 2                 | 15                |                   |
| 1988 | Cộng hòa Ireland                       | 1                 | 16                |                   |
| 1992 | Scotland, Thụy Điển                    | 2                 | 18                | SNG, Đức          |
| 1996 | Bulgaria, Croatia, Thụy Sĩ, Thổ Nhĩ Kỳ | 4                 | 22                | Cộng hòa Séc, Nga |
| 2000 | Na Uy, Slovenia                        | 2                 | 24                | CHLB Nam Tư       |
| 2004 | Latvia                                 | 1                 | 25                |                   |
| 2008 | Áo, Ba Lan                             | 2                 | 27                |                   |
| 2012 | Ukraina                                | 1                 | 28                |                   |
| 2016 | Albania, Iceland, Bắc Ireland, Wales   | 4                 | 32                | Slovakia          |
| 2020 | Phần Lan, Bắc Macedonia                | 2                 | 34                |                   |
| 2024 | Gruzia                                 | 1                 | 35                | Serbia            |

## Tổng thể kỷ lục đội tuyển
Tính đến Giải vô địch bóng đá châu Âu 2020
Hệ thống được sử dụng trong giải vô địch châu Âu cho đến năm 1992 là 2 điểm cho 1 trận thắng. Trong bảng xếp hạng này, 3 điểm được trao cho 1 trận thắng, 1 điểm cho 1 trận hòa và 0 điểm cho 1 trận thua. Theo quy ước thống kê trong bóng đá, các trận đấu được quyết định trong hiệp phụ được tính là trận thắng và trận thua, trong khi các trận đấu được quyết định bằng loạt sút luân lưu được tính là trận hòa. Các đội tuyển được xếp hạng theo tổng số điểm, sau đó theo hiệu số bàn thắng bại, sau đó theo số bàn thắng ghi được.
| Hạng | Đội tuyển        | Số lần | ST | T  | H  | B  | BT | BB | HS  | Đ  |
| ---- | ---------------- | ------ | -- | -- | -- | -- | -- | -- | --- | -- |
| 1    | Đức              | 13     | 53 | 27 | 13 | 13 | 78 | 55 | +23 | 94 |
| 2    | Ý                | 10     | 45 | 21 | 18 | 6  | 52 | 31 | +21 | 81 |
| 3    | Tây Ban Nha      | 11     | 46 | 21 | 15 | 10 | 68 | 42 | +26 | 78 |
| 4    | Pháp             | 10     | 43 | 21 | 12 | 10 | 69 | 50 | +19 | 75 |
| 5    | Hà Lan           | 10     | 39 | 20 | 8  | 11 | 65 | 41 | +24 | 68 |
| 6    | Bồ Đào Nha       | 8      | 39 | 19 | 10 | 10 | 56 | 38 | +18 | 67 |
| 7    | Anh              | 10     | 38 | 15 | 13 | 10 | 51 | 37 | +14 | 58 |
| 8    | Cộng hòa Séc     | 10     | 37 | 15 | 7  | 15 | 48 | 47 | +1  | 52 |
| 9    | Nga              | 12     | 36 | 13 | 7  | 16 | 40 | 52 | −12 | 46 |
| 10   | Đan Mạch         | 9      | 33 | 10 | 6  | 17 | 42 | 50 | −8  | 36 |
| 11   | Bỉ               | 6      | 22 | 11 | 2  | 9  | 31 | 28 | +3  | 35 |
| 12   | Croatia          | 6      | 22 | 9  | 6  | 7  | 30 | 28 | +2  | 33 |
| 13   | Thụy Điển        | 7      | 24 | 7  | 7  | 10 | 30 | 28 | +2  | 28 |
| 14   | Slovakia         | 5      | 15 | 5  | 4  | 6  | 17 | 23 | −8  | 19 |
| 15   | Hy Lạp           | 4      | 16 | 5  | 3  | 8  | 14 | 20 | −6  | 18 |
| 16   | Thụy Sĩ          | 5      | 18 | 3  | 8  | 7  | 16 | 24 | −8  | 17 |
| 17   | Wales            | 2      | 10 | 5  | 1  | 4  | 13 | 12 | +1  | 16 |
| 18   | Thổ Nhĩ Kỳ       | 5      | 18 | 4  | 2  | 12 | 14 | 30 | −16 | 14 |
| 19   | Ba Lan           | 4      | 14 | 2  | 7  | 5  | 11 | 15 | −4  | 13 |
| 20   | Serbia           | 5      | 14 | 3  | 2  | 9  | 22 | 39 | −17 | 11 |
| 21   | Hungary          | 4      | 11 | 2  | 4  | 5  | 14 | 20 | −6  | 10 |
| 22   | Ukraina          | 3      | 11 | 3  | 0  | 8  | 8  | 19 | −11 | 9  |
| 23   | Iceland          | 1      | 5  | 2  | 2  | 1  | 8  | 9  | −1  | 8  |
| 24   | Áo               | 3      | 10 | 2  | 2  | 6  | 7  | 12 | −5  | 8  |
| 25   | Scotland         | 3      | 9  | 2  | 2  | 5  | 5  | 10 | −5  | 8  |
| 26   | România          | 5      | 16 | 1  | 5  | 10 | 10 | 21 | −11 | 8  |
| 27   | Cộng hòa Ireland | 3      | 10 | 2  | 2  | 6  | 6  | 17 | −11 | 8  |
| 28   | Na Uy            | 1      | 3  | 1  | 1  | 1  | 1  | 1  | 0   | 4  |
| 29   | Bulgaria         | 2      | 6  | 1  | 1  | 4  | 4  | 13 | −9  | 4  |
| 30   | Bắc Ireland      | 1      | 4  | 1  | 0  | 3  | 2  | 3  | −1  | 3  |
| 31   | Albania          | 1      | 3  | 1  | 0  | 2  | 1  | 3  | −2  | 3  |
| 31   | Phần Lan         | 1      | 3  | 1  | 0  | 2  | 1  | 3  | −2  | 3  |
| 33   | Slovenia         | 1      | 3  | 0  | 2  | 1  | 4  | 5  | −1  | 2  |
| 34   | Latvia           | 1      | 3  | 0  | 1  | 2  | 1  | 5  | −4  | 1  |
| 35   | Bắc Macedonia    | 1      | 3  | 0  | 0  | 3  | 2  | 8  | −6  | 0  |

Ghi chú
1. ↑  Bao gồm kết quả của  Tây Đức giữa năm 1972–1988
2. 1 2  Bao gồm kết quả của  Tiệp Khắc giữa năm 1960–1980
3. ↑  Bao gồm kết quả của  Liên Xô và  SNG giữa năm 1960–1992
4. ↑  Bao gồm kết quả của  Nam Tư và  CHLB Nam Tư/Serbia và Montenegro giữa năm 1960–2000

Các quốc gia cũ
| Đội tuyển             | Số lần | ST | T | H | B | BT | BB | HS  | Đ  |
| --------------------- | ------ | -- | - | - | - | -- | -- | --- | -- |
| Tiệp Khắc (1960–1980) | 3      | 8  | 3 | 3 | 2 | 12 | 10 | +2  | 12 |
| Tây Đức (1972–1988)   | 5      | 15 | 9 | 4 | 2 | 25 | 13 | +12 | 31 |
| Liên Xô (1960–1988)   | 5      | 13 | 7 | 2 | 4 | 17 | 12 | +5  | 23 |
| SNG (1992)            | 1      | 3  | 0 | 2 | 1 | 1  | 4  | −3  | 2  |
| Nam Tư (1960–1984)    | 4      | 10 | 2 | 1 | 7 | 14 | 26 | −12 | 7  |
| CHLB Nam Tư (2000)    | 1      | 4  | 1 | 1 | 2 | 8  | 13 | −5  | 4  |

## Kết quả tổng quát đội tuyển theo giải đấu
Chú thích
- 1st – Vô địch
- 2nd – Á quân
- 3rd – Hạng ba
- 4th – Hạng tư
- SF – Bán kết
- QF – Tứ kết
- R16 – Vòng 16 đội
- GS – Vòng bảng

Bản đồ kết quả tốt nhất của các quốc gia

- Q – Vượt qua vòng loại cho giải đấu sắp tới
- •  – Không vượt qua vòng loại
- •×  – Bị loại
- ×  – Không tham dự / Rút lui / Bị cấm
- – Chủ nhà

Đối với mỗi giải đấu, số đội trong mỗi vòng chung kết (trong dấu ngoặc đơn) được hiển thị.
| Đội tuyển (35)   | 1960 (4)             | 1964 (4)             | 1968 (4)             | 1972 (4)             | 1976 (4)             | 1980 (8)             | 1984 (8)             | 1988 (8)             | 1992 (8)             | 1996 (16) | 2000 (16) | 2004 (16) | 2008 (16) | 2012 (16) | 2016 (24) | 2020 (24) | 2024 (24) | Số lần tham dự | Số lần vượt qua vòng loại |
| ---------------- | -------------------- | -------------------- | -------------------- | -------------------- | -------------------- | -------------------- | -------------------- | -------------------- | -------------------- | --------- | --------- | --------- | --------- | --------- | --------- | --------- | --------- | -------------- | ------------------------- |
| Albania          | ×                    | •                    | •                    | •                    | ×                    | ×                    | •                    | •                    | •                    | •         | •         | •         | •         | •         | GS        | •         | GS        | 13             | 1                         |
| Áo               | •                    | •                    | •                    | •                    | •                    | •                    | •                    | •                    | •                    | •         | •         | •         | GS        | •         | GS        | R16       | R16       | 16             | 3                         |
| Bỉ               | ×                    | •                    | •                    | 3rd                  | •                    | 2nd                  | GS                   | •                    | •                    | •         | GS        | •         | •         | •         | QF        | QF        | R16       | 15             | 6                         |
| Bulgaria         | •                    | •                    | •                    | •                    | •                    | •                    | •                    | •                    | •                    | GS        | •         | GS        | •         | •         | •         | •         | •         | 16             | 2                         |
| Croatia          | Một phần của Nam Tư  | Một phần của Nam Tư  | Một phần của Nam Tư  | Một phần của Nam Tư  | Một phần của Nam Tư  | Một phần của Nam Tư  | Một phần của Nam Tư  | Một phần của Nam Tư  | Một phần của Nam Tư  | QF        | •         | GS        | QF        | GS        | R16       | R16       | GS        | 7              | 6                         |
| Cộng hòa Séc     | 3rd                  | •                    | •                    | •                    | 1st                  | 3rd                  | •                    | •                    | •                    | 2nd       | GS        | SF        | GS        | QF        | GS        | QF        | GS        | 16             | 10                        |
| Đan Mạch         | •                    | 4th                  | •                    | •                    | •                    | •                    | SF                   | GS                   | 1st                  | GS        | GS        | QF        | •         | GS        | •         | SF        | R16       | 16             | 9                         |
| Anh              | ×                    | •                    | 3rd                  | •                    | •                    | GS                   | •                    | GS                   | GS                   | SF        | GS        | QF        | •         | QF        | R16       | 2nd       | 2nd       | 15             | 10                        |
| Phần Lan         | ×                    | ×                    | •                    | •                    | •                    | •                    | •                    | •                    | •                    | •         | •         | •         | •         | •         | •         | GS        | •         | 14             | 1                         |
| Pháp             | 4th                  | •                    | •                    | •                    | •                    | •                    | 1st                  | •                    | GS                   | SF        | 1st       | QF        | GS        | QF        | 2nd       | R16       | SF        | 16             | 10                        |
| Đức              | ×                    | ×                    | •                    | 1st                  | 2nd                  | 1st                  | GS                   | SF                   | 2nd                  | 1st       | GS        | GS        | 2nd       | SF        | SF        | R16       | QF        | 15             | 14                        |
| Hy Lạp           | •                    | ×                    | •                    | •                    | •                    | GS                   | •                    | •                    | •                    | •         | •         | 1st       | GS        | QF        | •         | •         | •         | 15             | 4                         |
| Hungary          | •                    | 3rd                  | •                    | 4th                  | •                    | •                    | •                    | •                    | •                    | •         | •         | •         | •         | •         | R16       | GS        | GS        | 16             | 4                         |
| Iceland          | ×                    | •                    | ×                    | ×                    | •                    | •                    | •                    | •                    | •                    | •         | •         | •         | •         | •         | QF        | •         |           | 13             | 1                         |
| Ý                | ×                    | •                    | 1st                  | •                    | •                    | 4th                  | •                    | SF                   | •                    | GS        | 2nd       | GS        | QF        | 2nd       | QF        | 1st       | R16       | 15             | 10                        |
| Latvia           | Một phần của Liên Xô | Một phần của Liên Xô | Một phần của Liên Xô | Một phần của Liên Xô | Một phần của Liên Xô | Một phần của Liên Xô | Một phần của Liên Xô | Một phần của Liên Xô | Một phần của Liên Xô | •         | •         | GS        | •         | •         | •         | •         | •         | 7              | 1                         |
| Hà Lan           | ×                    | •                    | •                    | •                    | 3rd                  | GS                   | •                    | 1st                  | SF                   | QF        | SF        | SF        | QF        | GS        | •         | R16       | SF        | 15             | 10                        |
| Bắc Macedonia    | Một phần của Nam Tư  | Một phần của Nam Tư  | Một phần của Nam Tư  | Một phần của Nam Tư  | Một phần của Nam Tư  | Một phần của Nam Tư  | Một phần của Nam Tư  | Một phần của Nam Tư  | Một phần của Nam Tư  | •         | •         | •         | •         | •         | •         | GS        | •         | 7              | 1                         |
| Bắc Ireland      | ×                    | •                    | •                    | •                    | •                    | •                    | •                    | •                    | •                    | •         | •         | •         | •         | •         | R16       | •         | •         | 15             | 1                         |
| Na Uy            | •                    | •                    | •                    | •                    | •                    | •                    | •                    | •                    | •                    | •         | GS        | •         | •         | •         | •         | •         | •         | 16             | 1                         |
| Ba Lan           | •                    | •                    | •                    | •                    | •                    | •                    | •                    | •                    | •                    | •         | •         | •         | GS        | GS        | QF        | GS        | GS        | 16             | 4                         |
| Bồ Đào Nha       | •                    | •                    | •                    | •                    | •                    | •                    | SF                   | •                    | •                    | QF        | SF        | 2nd       | QF        | SF        | 1st       | R16       | QF        | 16             | 8                         |
| Cộng hòa Ireland | •                    | •                    | •                    | •                    | •                    | •                    | •                    | GS                   | •                    | •         | •         | •         | •         | GS        | R16       | •         | •         | 16             | 3                         |
| România          | •                    | •                    | •                    | •                    | •                    | •                    | GS                   | •                    | •                    | GS        | QF        | •         | GS        | •         | GS        | •         | Q         | 16             | 5                         |
| Nga              | 1st                  | 2nd                  | 4th                  | 2nd                  | •                    | •                    | •                    | 2nd                  | GS                   | GS        | •         | GS        | SF        | GS        | GS        | GS        | •×        | 16             | 12                        |
| Scotland         | ×                    | ×                    | •                    | •                    | •                    | •                    | •                    | •                    | GS                   | GS        | •         | •         | •         | •         | •         | GS        | GS        | 14             | 3                         |
| Serbia           | 2nd                  | •                    | 2nd                  | •                    | 4th                  | •                    | GS                   | •                    | •×                   | ×         | QF        | •         | •         | •         | •         | •         | GS        | 15             | 5                         |
| Slovakia         | 3rd                  | •                    | •                    | •                    | 1st                  | 3rd                  | •                    | •                    | •                    | •         | •         | •         | •         | •         | R16       | GS        | R16       | 16             | 5                         |
| Slovenia         | Một phần của Nam Tư  | Một phần của Nam Tư  | Một phần của Nam Tư  | Một phần của Nam Tư  | Một phần của Nam Tư  | Một phần của Nam Tư  | Một phần của Nam Tư  | Một phần của Nam Tư  | Một phần của Nam Tư  | •         | GS        | •         | •         | •         | •         | •         | R16       | 7              | 1                         |
| Tây Ban Nha      | •×                   | 1st                  | •                    | •                    | •                    | GS                   | 2nd                  | GS                   | •                    | QF        | QF        | GS        | 1st       | 1st       | R16       | SF        | 1st       | 16             | 11                        |
| Thụy Điển        | ×                    | •                    | •                    | •                    | •                    | •                    | •                    | •                    | SF                   | •         | GS        | QF        | GS        | GS        | GS        | R16       | •         | 15             | 7                         |
| Thụy Sĩ          | ×                    | •                    | •                    | •                    | •                    | •                    | •                    | •                    | •                    | GS        | •         | GS        | GS        | •         | R16       | QF        | QF        | 15             | 5                         |
| Thổ Nhĩ Kỳ       | •                    | •                    | •                    | •                    | •                    | •                    | •                    | •                    | •                    | GS        | QF        | •         | SF        | •         | GS        | GS        | QF        | 16             | 5                         |
| Ukraina          | Một phần của Liên Xô | Một phần của Liên Xô | Một phần của Liên Xô | Một phần của Liên Xô | Một phần của Liên Xô | Một phần của Liên Xô | Một phần của Liên Xô | Một phần của Liên Xô | Một phần của Liên Xô | •         | •         | •         | •         | GS        | GS        | QF        | GS        | 7              | 3                         |
| Wales            | ×                    | •                    | •                    | •                    | •                    | •                    | •                    | •                    | •                    | •         | •         | •         | •         | •         | SF        | R16       | •         | 15             | 2                         |
| Đội tuyển (35)   | 1960 (4)             | 1964 (4)             | 1968 (4)             | 1972 (4)             | 1976 (4)             | 1980 (8)             | 1984 (8)             | 1988 (8)             | 1992 (8)             | 1996 (16) | 2000 (16) | 2004 (16) | 2008 (16) | 2012 (16) | 2016 (24) | 2020 (24) | 2024 (24) | Số lần tham dự | Số lần vượt qua vòng loại |

Ghi chú
1. 1 2  Bao gồm 3 lần tham dự với tư cách là Tiệp Khắc
2. ↑  Bao gồm 5 lần tham dự với tư cách là Tây Đức
3. 1 2  Bao gồm Giải vô địch bóng đá châu Âu 2024 trong đó Đức đã vượt qua vòng loại làm chủ nhà.
4. 1 2  Hy Lạp đã tham gia giải đấu năm 1964, nhưng sau đó đã rút lui sau khi từ chối thi đấu với Albania. Đây không được tính là một giải đấu vòng loại mà Hy Lạp đã tham gia.
5. ↑  Bao gồm 5 lần tham dự với tư cách là Liên Xô và 1 lần với tư cách là CIS
6. ↑  Bao gồm 4 lần tham dự với tư cách là Nam Tư và 1 lần với tư cách là Serbia và Montenegro
7. 1 2  Nam Tư ban đầu vượt qua vòng loại tham dự Giải vô địch bóng đá châu Âu 1992, nhưng sau đó bị loại do các lệnh trừng phạt quốc tế. Đây không được tính là vòng chung kết mà Nam Tư vượt qua vòng loại tham dự.
8. ↑  Tây Ban Nha đã từ chối đến Liên Xô cho trận đấu vòng loại của họ, vì vậy Liên Xô đã vượt qua vòng loại bằng cách đi bộ.

## Chủ nhà
Từ năm 1960 đến năm 1976, chủ nhà được quyết định giữa một trong bốn đội lọt vào bán kết. Kể từ năm 1980, chủ nhà đã tự động vượt qua vòng loại, ngoại trừ năm 2020 khi mọi quốc gia phải đủ điều kiện thông qua vòng loại. Đức sẽ tổ chức trận chung kết tiếp theo vào năm 2024.
- * đồng chủ nhà

| Số lần | Quốc gia    | Các năm           |
| ------ | ----------- | ----------------- |
| 3      | Pháp        | 1960, 1984, 2016  |
| 3      | Ý           | 1968, 1980, 2020* |
| 2      | Bỉ          | 1972, 2000*       |
| 2      | Anh         | 1996, 2020*       |
| 2      | Đức         | 1988, 2020*,2024* |
| 2      | Hà Lan      | 2000*, 2020*      |
| 2      | Tây Ban Nha | 1964, 2020*       |
| 1      | Áo          | 2008*             |
| 1      | Azerbaijan  | 2020*             |
| 1      | Đan Mạch    | 2020*             |
| 1      | Hungary     | 2020*             |
| 1      | Ba Lan      | 2012*             |
| 1      | Bồ Đào Nha  | 2004              |
| 1      | România     | 2020*             |
| 1      | Nga         | 2020*             |
| 1      | Scotland    | 2020*             |
| 1      | Serbia      | 1976              |
| 1      | Thụy Điển   | 1992              |
| 1      | Thụy Sĩ     | 2008*             |
| 1      | Ukraina     | 2012*             |

| Năm  | Quốc gia chủ nhà | Hoàn thành               |
| ---- | ---------------- | ------------------------ |
| 1960 | Pháp             | Hạng tư                  |
| 1964 | Tây Ban Nha      | Vô địch                  |
| 1968 | Ý                | Vô địch                  |
| 1972 | Bỉ               | Hạng ba                  |
| 1976 | Nam Tư           | Hạng tư                  |
| 1980 | Ý                | Hạng tư                  |
| 1984 | Pháp             | Vô địch                  |
| 1988 | Tây Đức          | Bán kết                  |
| 1992 | Thụy Điển        | Bán kết                  |
| 1996 | Anh              | Bán kết                  |
| 2000 | Bỉ               | Vòng bảng                |
| 2000 | Hà Lan           | Bán kết                  |
| 2004 | Bồ Đào Nha       | Á quân                   |
| 2008 | Áo               | Vòng bảng                |
| 2008 | Thụy Sĩ          | Vòng bảng                |
| 2012 | Ba Lan           | Vòng bảng                |
| 2012 | Ukraina          | Vòng bảng                |
| 2016 | Pháp             | Á quân                   |
| 2020 | Azerbaijan       | Không vượt qua vòng loại |
| 2020 | Đan Mạch         | Bán kết                  |
| 2020 | Anh              | Á quân                   |
| 2020 | Đức              | Vòng 16 đội              |
| 2020 | Hungary          | Vòng bảng                |
| 2020 | Ý                | Vô địch                  |
| 2020 | Hà Lan           | Vòng 16 đội              |
| 2020 | România          | Không vượt qua vòng loại |
| 2020 | Nga              | Vòng bảng                |
| 2020 | Scotland         | Vòng bảng                |
| 2020 | Tây Ban Nha      | Bán kết                  |
| 2024 | Đức              | Tứ kết                   |

## Kết quả đương kim vòng chung kết
| Năm  | Đương kim vô địch | Hoàn thành               | Đương kim á quân | Hoàn thành               |
| ---- | ----------------- | ------------------------ | ---------------- | ------------------------ |
| 1964 | Liên Xô           | Á quân                   | Nam Tư           | Không vượt qua vòng loại |
| 1968 | Tây Ban Nha       | Không vượt qua vòng loại | Liên Xô          | Hạng tư                  |
| 1972 | Ý                 | Không vượt qua vòng loại | Nam Tư           | Không vượt qua vòng loại |
| 1976 | Tây Đức           | Á quân                   | Liên Xô          | Không vượt qua vòng loại |
| 1980 | Tiệp Khắc         | Hạng ba                  | Tây Đức          | Vô địch                  |
| 1984 | Tây Đức           | Vòng bảng                | Bỉ               | Vòng bảng                |
| 1988 | Pháp              | Không vượt qua vòng loại | Tây Ban Nha      | Vòng bảng                |
| 1992 | Hà Lan            | Bán kết                  | SNG (Liên Xô)    | Vòng bảng                |
| 1996 | Đan Mạch          | Vòng bảng                | Đức              | Vô địch                  |
| 2000 | Đức               | Vòng bảng                | Cộng hòa Séc     | Vòng bảng                |
| 2004 | Pháp              | Tứ kết                   | Ý                | Vòng bảng                |
| 2008 | Hy Lạp            | Vòng bảng                | Bồ Đào Nha       | Tứ kết                   |
| 2012 | Tây Ban Nha       | Vô địch                  | Đức              | Bán kết                  |
| 2016 | Tây Ban Nha       | Vòng 16 đội              | Ý                | Tứ kết                   |
| 2020 | Bồ Đào Nha        | Vòng 16 đội              | Pháp             | Vòng 16 đội              |
| 2024 | Ý                 | Vòng 16 đội              | Anh              | Á Quân                   |

## Bảng huy chương
Tính đến Giải vô địch bóng đá châu Âu 2020
Các trận bán kết thua được tính dưới bảng đồng kể từ năm 1984.
| Hạng                | Đội tuyển                | Vàng | Bạc | Đồng | Tổng số |
| ------------------- | ------------------------ | ---- | --- | ---- | ------- |
| 1                   | Tây Ban Nha              | 4    | 1   | 1    | 6       |
| 2                   | Tây Đức · Đức            | 3    | 3   | 3    | 9       |
| 3                   | Ý                        | 2    | 2   | 1    | 5       |
| 4                   | Pháp                     | 2    | 1   | 2    | 5       |
| 5                   | Liên Xô · Nga            | 1    | 3   | 1    | 5       |
| 6                   | Bồ Đào Nha               | 1    | 1   | 3    | 5       |
| 6                   | Tiệp Khắc · Cộng hòa Séc | 1    | 1   | 3    | 5       |
| 8                   | Hà Lan                   | 1    | 0   | 5    | 6       |
| 9                   | Tiệp Khắc · Slovakia     | 1    | 0   | 2    | 3       |
| 9                   | Đan Mạch                 | 1    | 0   | 2    | 3       |
| 11                  | Hy Lạp                   | 1    | 0   | 0    | 1       |
| 12                  | Anh                      | 0    | 2   | 2    | 4       |
| 13                  | Nam Tư                   | 0    | 2   | 0    | 2       |
| 14                  | Bỉ                       | 0    | 1   | 1    | 2       |
| 15                  | Hungary                  | 0    | 0   | 1    | 1       |
| 15                  | Thổ Nhĩ Kỳ               | 0    | 0   | 1    | 1       |
| 15                  | Thụy Điển                | 0    | 0   | 1    | 1       |
| 15                  | Wales                    | 0    | 0   | 1    | 1       |
| Tổng số (18 đơn vị) | Tổng số (18 đơn vị)      | 18   | 17  | 30   | 65      |

## Tham gia hoạt động liên tiếp
Đây là danh sách các đội tuyển quốc gia tham gia hoạt động liên tiếp trong Giải vô địch bóng đá châu Âu.
| Đội tuyển    | Quản lý để đủ điều kiện kể từ | Tham gia liên tiếp |
| ------------ | ----------------------------- | ------------------ |
| Đức          | 1972                          | 14                 |
| Pháp         | 1992                          | 9                  |
| Cộng hòa Séc | 1996                          | 8                  |
| Ý            | 1996                          | 8                  |
| Tây Ban Nha  | 1996                          | 8                  |
| Bồ Đào Nha   | 1996                          | 8                  |
| Croatia      | 2004                          | 6                  |
| Ba Lan       | 2008                          | 4                  |
| Anh          | 2012                          | 4                  |
| Ukraina      | 2012                          | 3                  |
| Áo           | 2016                          | 3                  |
| Bỉ           | 2016                          | 3                  |
| Hungary      | 2016                          | 3                  |
| Slovakia     | 2016                          | 3                  |
| Thụy Sĩ      | 2016                          | 3                  |
| Thổ Nhĩ Kỳ   | 2016                          | 3                  |
| Wales        | 2016                          | 2                  |
| Đan Mạch     | 2020                          | 2                  |
| Hà Lan       | 2020                          | 2                  |
| Scotland     | 2020                          | 2                  |

Ghi chú
1. ↑  Tư cách là Tây Đức vào năm 1988
2. ↑  Tư cách là Nam Tư
3. ↑  Bao gồm Giải vô địch bóng đá châu Âu 2024, trong đó Đức đã vượt qua vòng loại làm chủ nhà. Bao gồm 5 lần tham dự với tư cách là Tây Đức.

## Hạn hán
Đây là danh sách hạn hán liên quan đến các đội tuyển quốc gia tham dự Giải vô địch bóng đá châu Âu.

### Hạn hán giải vô địch bóng đá châu Âu hoạt động lâu nhất
Không bao gồm các đội tuyển chưa tham dự lần đầu hoặc các đội tuyển không còn tồn tại.
| Đội tuyển        | Tham dự cuối cùng | EC bị bỏ lỡ |
| ---------------- | ----------------- | ----------- |
| Na Uy            | 2000              | 5           |
| Bulgaria         | 2004              | 4           |
| Latvia           | 2004              | 4           |
| Hy Lạp           | 2012              | 2           |
| Iceland          | 2016              | 1           |
| Bắc Ireland      | 2016              | 1           |
| Cộng hòa Ireland | 2016              | 1           |
| Nga              | 2020              | 1           |
| Thụy Điển        | 2020              | 1           |
| Bắc Macedonia    | 2020              | 1           |
| Wales            | 2020              | 1           |
| Phần Lan         | 2020              | 1           |

Ghi chú

### Tổng thể hạn hán giải vô địch bóng đá châu Âu lâu nhất
Chỉ bao gồm hạn hán bắt đầu sau tham dự đầu tiên của một đội tuyển và cho đến khi đội tuyển không còn tồn tại.
Tính đến vòng loại cho Giải vô địch bóng đá châu Âu 2020.
| Đội tuyển        | Tham dự trước đó | Tham dự tiếp theo | EC bị bỏ lỡ |
| ---------------- | ---------------- | ----------------- | ----------- |
| Hungary          | 1972             | 2016              | 10          |
| Slovakia         | 1980             | 2016              | 6           |
| Pháp             | 1960             | 1984              | 5           |
| Hy Lạp           | 1980             | 2004              | 5           |
| Cộng hòa Ireland | 1988             | 2012              | 5           |
| Scotland         | 1996             | 2020              | 5           |
| Na Uy            | 2000             | hoạt động         | 5           |
| Serbia           | 2000             | hoạt động         | 5           |
| Slovenia         | 2000             | hoạt động         | 5           |
| Bulgaria         | 2004             | hoạt động         | 4           |
| Latvia           | 2004             | hoạt động         | 4           |
| Đan Mạch         | 1964             | 1984              | 4           |
| Cộng hòa Séc     | 1960             | 1976              | 3           |
| Cộng hòa Séc     | 1980             | 1996              | 3           |
| Tây Ban Nha      | 1964             | 1980              | 3           |
| Nga              | 1972             | 1988              | 3           |
| Bỉ               | 1984             | 2000              | 3           |
| Bỉ               | 2000             | 2016              | 3           |
| Anh              | 1968             | 1980              | 2           |
| Ý                | 1968             | 1980              | 2           |
| Bồ Đào Nha       | 1984             | 1996              | 2           |
| România          | 1984             | 1996              | 2           |

Ghi chú
1. 1 2  FIFA và UEFA coi Cộng hòa Séc và Slovakia là cùng một thực thể đã thi đấu vào các năm 1960, năm 1976 và năm 1980 với tư cách là Tiệp Khắc.
2. ↑  FIFA và UEFA coi Serbia là cùng một thực thể đã thi đấu vào các năm 1960, năm 1968, năm 1976, năm 1984 và năm 2000 với tư cách là Nam Tư.
3. ↑  FIFA và UEFA coi Nga là cùng một thực thể đã thi đấu vào các năm 1960, năm 1964, năm 1968, năm 1972, năm 1988 với tư cách là Liên Xô và năm 1992 với tư cách là CIS.

## Các quốc gia chưa bao giờ vượt qua vòng loại
Dưới đây là 20 đội tuyển là thành viên hiện tại của UEFA chưa bao giờ vượt qua vòng loại tham dự Giải vô địch châu Âu.
Chú thích
- •  – Không vượt qua vòng loại
- ×  – Không tham dự / Rút lui / Bị cấm
- – Đồng chủ nhà của vòng chung kết

Đối với mỗi giải đấu, số đội trong mỗi vòng chung kết (trong dấu ngoặc đơn) được hiển thị.
| Đội tuyển (20)       | 1960 (4)                   | 1964 (4)                   | 1968 (4)                   | 1972 (4)                   | 1976 (4)                   | 1980 (8)                   | 1984 (8)                   | 1988 (8)                   | 1992 (8)                   | 1996 (16)                  | 2000 (16)                  | 2004 (16)                  | 2008 (16)                  | 2012 (16)                  | 2016 (24) | 2020 (24) | Attempts |
| -------------------- | -------------------------- | -------------------------- | -------------------------- | -------------------------- | -------------------------- | -------------------------- | -------------------------- | -------------------------- | -------------------------- | -------------------------- | -------------------------- | -------------------------- | -------------------------- | -------------------------- | --------- | --------- | -------- |
| Andorra              | Không phải thành viên UEFA | Không phải thành viên UEFA | Không phải thành viên UEFA | Không phải thành viên UEFA | Không phải thành viên UEFA | Không phải thành viên UEFA | Không phải thành viên UEFA | Không phải thành viên UEFA | Không phải thành viên UEFA | Không phải thành viên UEFA | •                          | •                          | •                          | •                          | •         | •         | 6        |
| Armenia              | Một phần của Liên Xô       | Một phần của Liên Xô       | Một phần của Liên Xô       | Một phần của Liên Xô       | Một phần của Liên Xô       | Một phần của Liên Xô       | Một phần của Liên Xô       | Một phần của Liên Xô       | Một phần của Liên Xô       | •                          | •                          | •                          | •                          | •                          | •         | •         | 7        |
| Azerbaijan           | Một phần của Liên Xô       | Một phần của Liên Xô       | Một phần của Liên Xô       | Một phần của Liên Xô       | Một phần của Liên Xô       | Một phần của Liên Xô       | Một phần của Liên Xô       | Một phần của Liên Xô       | Một phần của Liên Xô       | •                          | •                          | •                          | •                          | •                          | •         | •         | 7        |
| Belarus              | Một phần của Liên Xô       | Một phần của Liên Xô       | Một phần của Liên Xô       | Một phần của Liên Xô       | Một phần của Liên Xô       | Một phần của Liên Xô       | Một phần của Liên Xô       | Một phần của Liên Xô       | Một phần của Liên Xô       | •                          | •                          | •                          | •                          | •                          | •         | •         | 7        |
| Bosna và Hercegovina | Một phần của Nam Tư        | Một phần của Nam Tư        | Một phần của Nam Tư        | Một phần của Nam Tư        | Một phần của Nam Tư        | Một phần của Nam Tư        | Một phần của Nam Tư        | Một phần của Nam Tư        | Một phần của Nam Tư        | [ a ]                      | •                          | •                          | •                          | •                          | •         | •         | 6        |
| Síp                  | [ a ]                      | ×                          | •                          | •                          | •                          | •                          | •                          | •                          | •                          | •                          | •                          | •                          | •                          | •                          | •         | •         | 14       |
| Estonia              | Một phần của Liên Xô       | Một phần của Liên Xô       | Một phần của Liên Xô       | Một phần của Liên Xô       | Một phần của Liên Xô       | Một phần của Liên Xô       | Một phần của Liên Xô       | Một phần của Liên Xô       | Một phần của Liên Xô       | •                          | •                          | •                          | •                          | •                          | •         | •         | 7        |
| Quần đảo Faroe       | Không phải thành viên UEFA | Không phải thành viên UEFA | Không phải thành viên UEFA | Không phải thành viên UEFA | Không phải thành viên UEFA | Không phải thành viên UEFA | Không phải thành viên UEFA | Không phải thành viên UEFA | •                          | •                          | •                          | •                          | •                          | •                          | •         | •         | 8        |
| Gruzia               | Một phần của Liên Xô       | Một phần của Liên Xô       | Một phần của Liên Xô       | Một phần của Liên Xô       | Một phần của Liên Xô       | Một phần của Liên Xô       | Một phần của Liên Xô       | Một phần của Liên Xô       | Một phần của Liên Xô       | •                          | •                          | •                          | •                          | •                          | •         | •         | 7        |
| Gibraltar            | Không phải thành viên UEFA | Không phải thành viên UEFA | Không phải thành viên UEFA | Không phải thành viên UEFA | Không phải thành viên UEFA | Không phải thành viên UEFA | Không phải thành viên UEFA | Không phải thành viên UEFA | Không phải thành viên UEFA | Không phải thành viên UEFA | Không phải thành viên UEFA | Không phải thành viên UEFA | Không phải thành viên UEFA | Không phải thành viên UEFA | •         | •         | 2        |
| Israel               | Một phần của AFC           | Một phần của AFC           | Một phần của AFC           | Một phần của AFC           | Một phần của AFC           | Không phải thành viên UEFA | Không phải thành viên UEFA | Không phải thành viên UEFA | Không phải thành viên UEFA | •                          | •                          | •                          | •                          | •                          | •         | •         | 7        |
| Kazakhstan           | Một phần của Liên Xô       | Một phần của Liên Xô       | Một phần của Liên Xô       | Một phần của Liên Xô       | Một phần của Liên Xô       | Một phần của Liên Xô       | Một phần của Liên Xô       | Một phần của Liên Xô       | Một phần của Liên Xô       | Một phần của AFC           | Một phần của AFC           | [ a ]                      | •                          | •                          | •         | •         | 4        |
| Kosovo               | Một phần của Nam Tư        | Một phần của Nam Tư        | Một phần của Nam Tư        | Một phần của Nam Tư        | Một phần của Nam Tư        | Một phần của Nam Tư        | Một phần của Nam Tư        | Một phần của Nam Tư        | Một phần của Nam Tư        | [ b ]                      | [ b ]                      | [ b ]                      | [ b ]                      | [ a ]                      | [ a ]     | •         | 1        |
| Liechtenstein        | Không phải thành viên UEFA | Không phải thành viên UEFA | Không phải thành viên UEFA | Không phải thành viên UEFA | Không phải thành viên UEFA | ×                          | ×                          | ×                          | ×                          | •                          | •                          | •                          | •                          | •                          | •         | •         | 7        |
| Litva                | Một phần của Liên Xô       | Một phần của Liên Xô       | Một phần của Liên Xô       | Một phần của Liên Xô       | Một phần của Liên Xô       | Một phần của Liên Xô       | Một phần của Liên Xô       | Một phần của Liên Xô       | Một phần của Liên Xô       | •                          | •                          | •                          | •                          | •                          | •         | •         | 7        |
| Luxembourg           | ×                          | •                          | •                          | •                          | •                          | •                          | •                          | •                          | •                          | •                          | •                          | •                          | •                          | •                          | •         | •         | 15       |
| Malta                | [ a ]                      | •                          | ×                          | •                          | •                          | •                          | •                          | •                          | •                          | •                          | •                          | •                          | •                          | •                          | •         | •         | 14       |
| Moldova              | Một phần của Liên Xô       | Một phần của Liên Xô       | Một phần của Liên Xô       | Một phần của Liên Xô       | Một phần của Liên Xô       | Một phần của Liên Xô       | Một phần của Liên Xô       | Một phần của Liên Xô       | Một phần của Liên Xô       | •                          | •                          | •                          | •                          | •                          | •         | •         | 7        |
| Montenegro           | Một phần của Nam Tư        | Một phần của Nam Tư        | Một phần của Nam Tư        | Một phần của Nam Tư        | Một phần của Nam Tư        | Một phần của Nam Tư        | Một phần của Nam Tư        | Một phần của Nam Tư        | Một phần của Nam Tư        | [ b ]                      | [ b ]                      | [ b ]                      | [ b ]                      | •                          | •         | •         | 3        |
| San Marino           | Không phải thành viên UEFA | Không phải thành viên UEFA | Không phải thành viên UEFA | Không phải thành viên UEFA | Không phải thành viên UEFA | Không phải thành viên UEFA | Không phải thành viên UEFA | Không phải thành viên UEFA | •                          | •                          | •                          | •                          | •                          | •                          | •         | •         | 8        |

Ghi chú
1. 1 2 3 4 5  Không phải thành viên UEFA
2. 1 2  Một phần của  CHLB Nam Tư/Serbia và Montenegro

### Các quốc gia cũ
Đông Đức đã thi đấu trong 8 giải đấu vòng loại trước khi tái thống nhất nước Đức vào năm 1990.
| Đội tuyển (1) | 1960 (4) | 1964 (4) | 1968 (4) | 1972 (4) | 1976 (4) | 1980 (8) | 1984 (8) | 1988 (8) | 1992 (8) | Attempts |
| ------------- | -------- | -------- | -------- | -------- | -------- | -------- | -------- | -------- | -------- | -------- |
| Đông Đức      | •        | •        | •        | •        | •        | •        | •        | •        | ×        | 8        |

Ghi chú
1. ↑  Đông Đức ban đầu tham gia giải đấu vòng loại, nhưng sau đó họ đã rút lui sau khi được thống nhất với Tây Đức và quốc gia thống nhất của Đức do đó đã tham gia.